# مروان قروابي
مروان قروابي (مواليد 11 يناير 1989 في الجزائر العاصمة) هو ممثل، ومقدم تلفزيوني إذاعي ولاعب كرة قدم سابق جزائري. وابن المغني الشعبي الهاشمي قروابي.

## فيلموغرافيا

### مسلسلات
| السنة          | العنوان        | الدور |
| -------------- | -------------- | ----- |
| 2013           | ماك ديدين      |       |
| 2013           | نور الفجر      |       |
| 2014 2015 2016 | بيبيش و بيبيشة | بيبيش |
| 2023 2024      | دار لفشوش      | لحلو  |
| 2025           | لاڤازات        | ادم   |

### برامج
| السنة | العنوان         | تفاصيل |            |
| ----- | --------------- | ------ | ---------- |
| 2013  | المستشفى الكبير |        |            |
| 2015  | في دارنا        | 2018   | جزائرية شو |

## روابط خارجية
- مروان قروابي على موقع IMDb (الإنجليزية)